# Szczecin Zdroje Wschodnie
Szczecin Zdroje Wschodnie – nieczynny przystanek kolejowy, położony na osiedlu Zdroje w Szczecinie, w województwie zachodniopomorskim, w Polsce.